# Кристин Крук
Кристин Лаура Крук (на английски: Kristin Laura Kreuk) (родена на 30 декември 1982 г.) е канадска актриса. Известна с ролите си в канадския тийнейджърски телевизионен сериал „Еджмонт“ (Edgemont) и в американския телевизионен сериал „Смолвил“ (Smallville), в който играе обречената любов на Кларк Кент – Лана Ланг.

## Ранен живот
Крук е родена във Ванкувър, Британска Колумбия. Баща ѝ, Питър Крук, е от холандски произход; майка ѝ, Деанна Че, е от китайски произход, но е родена в Индонезия; баба ѝ по майчина линия е наполовина китайка, наполовина ямайка. И двамата ѝ родители са озеленителни архитекти. Кристин има сестра, която е около пет години по-малка. Кристин тренира гимнастика на национално ниво до гимназията, но се отказва в 11 клас заради сколиоза. Посещава средното училище „Ерик Хембър“ във Ванкувър.
Кристин има планове да учи психология, наука за околната среда или съдебна медицина в университета „Саймън Фрейзър“, когато режисьор на кастинги от телевизионния сериал на CBC „Еджмонт“ се свързва със средното ѝ училище, търсейки екзотично на вид момиче да играе ролята на китайска канадка, Лоръл Янг, в шоуто, снимано във Ванкувър. Учителят по драма на Крук я убедил да се прослуша за ролята, макар че дотогава тя нямала актьорски опит, с изключение на мюзикъли в гимназията. За своя изненада, тя получава ролята.

## Кариера

### Телевизия
След като се снима в първия сезон на „Еджмонт“ (тийнейджърска сапунена опера, в която действието се развива във ванкувърска гимназия) и си наема агент, Крук получава главната роля на Снежанка в телевизионен филм, озаглавен „Снежанка: Най-красивата от всички тях“. Във филма, сниман във Ванкувър, участва също Миранда Ричардсън и е режисиран от Каролин Томпсън. Излъчен е по ABC на 17 март 2002 г.
След „Снежанка“ агентът на Крук изпраща касета с прослушвания на филмовите сценаристи Алфред Гоф и Майлс Милар, които по това време избират актьорския състав за шоу, което те са създали за телевизия WB, озаглавено „Смолвил“. Сериалът (който е определен да се снима във Ванкувър) се върти около живота на тийнейджъра Кларк Кент, преди да стане Супермен. Гоф и Милар викат Крук в студиото на WB в Бюрбанк, Калифорния, за да я прослушат за ролята на любовта на Кларк Кент, Лана Ланг. В началото Крук не е сигурна дали да се прослуша за ролята на Лана, защото героинята ѝ е щяла да бъде популярна, разкошна мажоретка, така че тя предположила, че ролята ще бъде на повърхностен идиот. Въпреки това, след като прочита сцената с гробищата от пилотния епизод, тя е толкова впечатлена, че когато ѝ предлагат ролята, тя веднага приема.
През 2003 г. Крук приключва ролята си в „Еджмонт“.
През лятото на 2004 г. Крук получава ролята на Тенар във филма на канал Sci Fi в две части, „Легендата за Землемория“. Филмът е сниман във Ванкувър, режисиран от Роб Либерман и излъчен на 13 декември 2004 г.
През 2012 г. тя се снима в сериала „Красавицата и звярът“, където играе главната женска роля, тази на детектив Катрин Чандлър.

## Филмография
| Година      | Проект                                                                       | Роля           | Други записки                 |
| 2017        | „The Emissary“                                                               |                | Кратък филм                   |
| 2012        | „Space Milkshake“ („Космически шейк“)                                        | Тилда          | също и изпълнителен продуцент |
| 2011        | „Irvine Welsh's Ecstasy“ („Екстази от Ървин Уелш“)                           | Хедър Томпсън  | Филм                          |
| 2011        | „Vampire“ („Вампир“)                                                         | Мария Лукас    | Филм                          |
| 2009        | „Street Fighter: The Legend of Chun-Li“ („Уличен боец: Легендата за Чун-Ли“) | Чун-Ли         | Филм                          |
| 2007        | „Partition“ („Подялба“)                                                      | Нейсим Хан     | Филм                          |
| 2006        | „Dream Princess“                                                             | Принцесата     | Кратък филм                   |
| 2004        | „Legend of Earthsea“ („Легендата за Землемория“)                             | Тенар          | Минисерия в две части         |
| 2004        | „Eurotrip“ (Европейско пътешествие)                                          | Фиона          | Кратка поява                  |
| 2001        | „Snow White“ („Снежанка“)                                                    | Снежанка       | Телевизионен филм             |
| 2001 – 2009 | „Smallville“ („Смолвил“)                                                     | Лана Ланг      | Телевизионен сериал           |
| 2000 – 2003 | „Edgemont“ („Еджмонт“)                                                       | Лоръл Янг      | Телевизионен сериал           |
| 2012 – 2016 | „Beauty & the Beast“ („Красавицата и звярът“)                                | Катрин Чандлър | Телевизионен сериал           |
| 2018 – 2019 | „Burden of Truth“                                                            | Йоана Ханли    | Телевизионен сериал           |